# Ladislao Mazurkiewicz
Ladislao Mazurkiewicz Iglesias (* 14. Februar 1945 in Piriápolis; † 2. Januar 2013 in Montevideo) war ein uruguayischer Fußballspieler und -trainer.

## Spielerlaufbahn

### Verein
Der für einen Torhüter mit 1,79 m Körpergröße eher kleine Mazurkiewicz (Spitzname „Chiquito“) war ein Sohn von Einwanderern – eines polnischen Vaters aus Warschau und einer spanischen Mutter aus A Coruña. Er sprach allerdings zeit seines Lebens nie Polnisch und hat das Geburtsland seines Vaters nie besucht. Mazurkiewicz gehörte ab 1961 zunächst dem Erstligakader Racings an. Ab 1965 spielte er dann für Peñarol unter Trainer-Legende Roque Máspoli. Dort stand seinerzeit Luis Maidana im Tor, der sich jedoch vor dem Entscheidungshalbfinalspiel der Copa Libertadores im März 1965 gegen Santos ein disziplinarisches Vergehen leistete, worauf ihn Máspoli aus der Mannschaft warf. Bei der Wahl des neuen Torhüters entschied er sich dann gegen Eduardo García und somit für Mazurkiewicz, was den „Startschuss“ für seine Karriere bedeutete. Mit den Aurinegros gewann er 1966 zunächst die Copa Libertadores und nach einem 4:0-Sieg über Real Madrid auch den Weltpokal. In den Jahren 1965, 1967 und 1968 wurde er jeweils Meister. 1969 gewann er auch den Intercontinental Supercup. Seine Zeit bei den Aurinegros währte bis 1971. Am 27. Dezember 1971 wechselte er vom in jener Zeit von massiven wirtschaftlichen Problemen gebeutelten montevideanischen Verein zum brasilianischen Klub Atlético Mineiro. Eine englische Tageszeitung wusste seinerzeit zu berichten, dass die Ablösesumme 35.000 Pfund (ca. 100.000 Dollar) betragen habe und somit in Anbetracht seiner Stellung als Ausnahmekeeper vergleichsweise niedrig war. Bei den Brasilianern blieb er bis 1974 und absolvierte 89 Spiele, bei denen er 67 Gegentreffer hinnehmen musste. Die Spielzeiten 1974/75 und 1975/76 verbrachte er beim FC Granada, kam in der Primera División aber nur zu zwei Einsätzen. 1976 war er wieder bei Peñarol unter Vertrag, wechselte in jenem Jahr aber zu América de Cali, bevor er, nachdem er die Saison 1978 erneut bei den Aurinegros als Ersatztorhüter hinter Jorge Fossati begann, im selben Jahr zum chilenischen Verein Cobreloa weiterzog, wo er in den zwei Jahren seiner Vereinszugehörigkeit 69 Ligaspiele bestritt. 1980 waren erneut Peñarol und CD América seine Arbeitgeber. Bei den Kolumbianern wurde er in jenem Jahr in 37 Begegnungen der Dimayor eingesetzt. In seinem letzten Karrierejahr gewann er mit Peñarol einen weiteren Meistertitel. Insgesamt lief er bei seinen fünf Engagements im Verein 329 Mal für Peñarol auf.

### Nationalmannschaft
Mazurkiewicz nahm mit Uruguays Auswahl an der Junioren-Fußball-Südamerikameisterschaft 1964 teil, bei der diese den Titel gewann. Im Verlaufe des Turniers wurde er von Trainer Juan Carlos Ranzone allerdings nicht eingesetzt. Stammtorwart der Mannschaft war Eduardo García. Am 16. Mai 1965 debütierte er in der uruguayischen A-Nationalmannschaft. Sein letztes von insgesamt 36 Länderspielen absolvierte er am 23. Juni 1974 im WM-Turnier gegen Schweden.
Mazurkiewicz gehörte auch den uruguayischen Kadern bei den WM-Turnieren 1966, 1970 und 1974 an. Ein besonderes Kunststück gelang ihm beim Eröffnungsspiel der Fußball-Weltmeisterschaft 1966 gegen Gastgeber England. Der Uruguayer war der erste nicht-britische Torhüter, der bei einem Spiel im Wembley-Stadion keinen Gegentreffer kassierte. Den Höhepunkt seiner Karriere markiert wohl die Fußball-Weltmeisterschaft 1970 in Mexiko, als er mit seinem Team den vierten Platz belegte und zum besten Torhüter des Turniers gewählt wurde. Als einziger gegnerischer Torhüter musste er kein Tor durch WM-Torschützenkönig Gerd Müller hinnehmen. Insgesamt absolvierte Mazurkiewicz 13 WM-Endrundenspiele für sein Land und ist damit Rekordhalter Uruguays. Zudem gewann er bei den Südamerikameisterschaften 1967 mit der Celeste den Titel.

## Trainertätigkeit
Nachdem Mazurkiewicz in den Jahren 1988 und 1989 bei Peñarol als Trainer wirkte, das dabei unter seiner Leitung 1989 die Liguilla Pre-Libertadores gewann, war er später zur Fußball-Weltmeisterschaft 2002 Torwarttrainer der uruguayischen Nationalmannschaft. Im Jahr 2012 war er als Torwarttrainer bei Peñarol tätig.

## Familie
Leonardo Mazurkiewicz, Sohn Ladislao Mazurkiewiczs spielte kurzzeitig ebenfalls in der uruguayischen Primera División. Er war Verteidiger bei Bella Vista.

## Tod
Am 27. Dezember 2012 wurde berichtet, dass Mazurkiewicz nach einem Nierenversagen ins Krankenhaus eingeliefert worden war und sich laut seinem Freund Fernando Álvez in einem ernsten, irreversiblen gesundheitlichen Zustand befand. Zwei Tage später fiel er ins Koma. Er starb am 2. Januar 2013. Sein Ableben rief zahlreiche Reaktionen in der weltweiten, insbesondere der südamerikanischen Presse und bei ehemaligen Weggefährten und Personen des Fußballs hervor. So nannte anlässlich dessen Todes beispielsweise der ehemalige argentinische Nationaltorhüter Ubaldo Fillol Mazurkiewicz einen der besten Torhüter in der Geschichte Südamerikas. Peñarols vormaliger Torhüter Gerardo Rabajda stufte ihn gar als den Größten von allen ein. Der argentinische Fernsehsender C5N, die Tageszeitung Clarín und die Nachrichtenagentur Télam sahen in ihm eine Legende, während die chilenische Tageszeitung La Tercera seine Rolle als bester Torwart der Weltmeisterschaft 1970 hervorhob.

## Erfolge

### Als Spieler
- Südamerikameister (1967)
- U-20-Südamerikameister (1964)
- Weltpokal (1966)
- Copa Libertadores (1966)
- Intercontinental Supercup (1969)
- 4× Uruguayischer Meister (1965, 1967, 1968 und 1981)

### Als Trainer
- Liguilla Pre-Libertadores 1989